# Världens största show
Världens största show (originaltitel: The Greatest Show on Earth) är en amerikansk film från 1952 med bland andra Betty Hutton, Cornel Wilde, Charlton Heston och James Stewart i rollerna. Filmen regisserades av Cecil B. DeMille.

## Handling
Filmen utspelar sig på en cirkus. Holly (Betty Hutton) och The Great Sebastian (Cornel Wilde) är trapetsartister som båda försöker nå det största rampljuset. Brad Braden (Charlton Heston) är cirkusdirektören och han är inblandad i en kärlekstriangel med de båda trapetsartisterna. Samtidigt som detta pågår finns det ett antal mindre historier, bland annat en clown som aldrig tar av sig sin make-up (James Stewart).

## Om filmen
Filmen vann Oscar för bästa film och bästa berättelse och nominerades för bästa regi, bästa kostym – färg och bästa klippning. Den vann även Golden Globe för bästa film – drama, bästa regi och bästa foto – färg.

## Rollista (i urval)
- Betty Hutton – Holly
- Cornel Wilde – Den store Sebastian
- Charlton Heston – Brad Braden
- James Stewart – Clownen Buttons
- Dorothy Lamour – Phyllis
- Gloria Grahame – Angel
- Henry Wilcoxon – FBI-agent Gregory
- Lyle Bettger – Klaus
- Lawrence Tierney – Mr. Henderson
- Emmett Kelly – Sig själv
- Cucciola – Sig själv
- Antoinette Concello – Sig själv
- John Ringling North – Sig själv
- Tuffy Genders – Sig själv
- John Kellogg – Harry
- John Ridgely – Assisterande manager
- Frank Wilcox – Cirkusläkare
- Bob Carson – Konferencier
- Lillian Albertson – Buttons' mor
- Julia Faye – Birdie
- Cecil B. DeMille – Berättare (okrediterad)
- Brad Johnson – Reporter (okrediterad)